# Скоморуха, Вацлав
Ва́цлав Скомору́ха (пол. Wacław Skomorucha, 27.02.1915 г., Хондзынь, Восточная Пруссия — 25.08.2001 г., Седльце, Польша) — католический прелат, вспомогательный епископ епархии Седльце с 21 ноября 1962 года по 1 февраля 1992 год.

## Биография
Вацлав Скоморуха родился 27 февраля 1915 года в населённом пункте Хондзынь, Восточная Пруссия. 8 сентября 1940 года был рукоположён в священника. С 1944 по 1946 год был настоятелем прихода в Долге, с 1947 по 1948 год — настоятелем в приходе в Угоще. С 1950 года был духовным отцом и с 1972 года — ректором Высшей духовной семинарии в Седльце.
21 нояюря 1962 года Римский папа Иоанн XXIII назначил Вацлава Скоморуху титулярным епископом Зоары и вспомогательным епископом епархии Седльце. 21 апреля 1963 года состоялось рукоположение Вацлава Скоморухи в епископа, которое совершил кардинал Стефан Вышинский в сослужении с епископом Седльце Игнацы Свирским и епископом Влоцлавека Антонием Павловским.
1 февраля 1992 года Вацлав Скоморуха подал в отставку. Скончался 25 августа 2001 года в Седльце.